# Operação Asfixia
Operação Asfixia foi uma operação policial brasileira deflagrada pela Polícia Federal, em 4 de maio de 2017, que representou a 40ª fase da Operação Lava Jato, de uma investigação que identificou recebimento de cem milhões de reais em propinas por ex-gerentes da Petrobras.
A operação cumpriu 16 mandados de busca e apreensão, dois de prisão preventiva, dois de prisão temporária e cinco de condução coercitiva. A Polícia Federal prendeu quatro suspeitos e cumpriu os mandados nos estados do Rio de Janeiro, São Paulo e Minas Gerais.  Os presos são Márcio de Almeida Ferreira e Maurício de Oliveira Guedes, da área de Gás e Energia da Petrobras, suspeitos de receberem mais de cem milhões de reais em propinas de empreiteiras que eram contratadas pela estatal, além de serem os operadores financeiros que utilizaram empresas de fachada para intermediar a propina. Segundo o MPF, o ex-gerente o da Petrobras Márcio de Almeida Ferreira, tinha 48 milhões de reais em contas nas Bahamas e, no final de 2016, usou a lei de repatriação de recursos para legalizar valores obtidos por corrupção.
O nome da operação foi uma referência à tentativa de cessar as fraudes e o desvio de recursos públicos em áreas da estatal destinadas à produção, distribuição e comercialização de gás combustível.